# Platja del Dosser
La platja del Dosser és una platja situada a la costa de Cullera (Ribera Baixa, País Valencià). És una de les poques platges de Cullera que no han patit les conseqüències de la construcció i encara conserva els muntanyassos (que és el dialectalisme local per a referir-se a les dunes), que tenien antigament totes les platges cullerenques, aquests muntanyassos tenen una flora peculiar i protegida.
Es tracta d'una platja de quasi un quilòmetre d'arena fina i aigües transparents. És molt tranquil·la, ja que no hi ha grans construccions al darrere, en el seu extrem nord es practica el nudisme. Mor al sud en el cap i far de Cullera, l'únic accident geogràfic que interromp la línia de costa des de València a Dénia.